# 米诺维尔
米诺维尔（法語：Minorville，法語發音：[minɔʁvil]）是法国默尔特-摩泽尔省的一个市镇，属于图勒区。

## 地理
米诺维尔（48°49'0"N, 5°53'27"E）面积12.65 平方千米，位于法国大東部大區默尔特-摩泽尔省，该省份为法国东北部内陆省份，是洛林的一部分，北邻比利时、卢森堡，北起顺时针与摩泽尔省、下莱茵省、孚日省和默兹省接壤。
与米诺维尔接壤的市镇（或旧市镇、城区）包括：昂索维尔、多梅夫尔昂艾、格罗鲁夫尔、瓦夫尔地区马农库尔、马农维尔、诺维扬欧普雷、鲁瓦约梅。

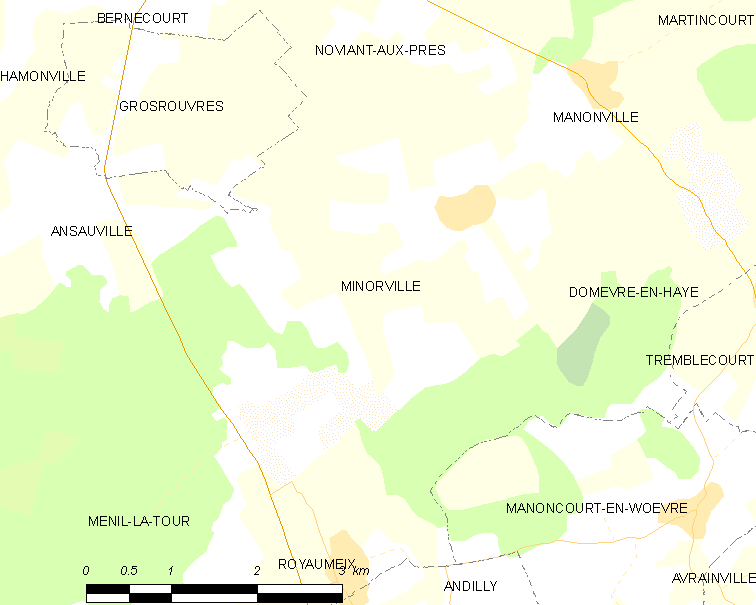
米诺维尔的OSM定位图

米诺维尔的时区为UTC+01:00、UTC+02:00（夏令时）。

## 行政
米诺维尔的邮政编码为54385，INSEE市镇编码为54370。

## 政治
米诺维尔所属的省级选区为北图卢瓦县。

## 人口

1962-2008年间米诺维尔人口变化图示

米诺维尔于2022年1月1日时的人口数量为226人。